# Свинарёв, Фёдор
Фёдор Свинарёв — старший урядник Донской казачьей отдельной сотни, был награждён Георгиевским крестом и медалью.
1870 год — в станице Усть-Белокалитвинской стало действовать общество РОПИТ (Российское общество пароходства и торговли). Одним из его пайщиков был предприниматель Свинарев, возглавивший работы по изысканию угольных запасов в Усть-Калитвинском районе и на Горняцкой и Шолоховской угольных горках. Он стал владельцем трёх шахт на территории хутора (х. Свинарев). Одна из шахт носила название «Ольга», в честь дочери хозяина. Добываемый уголь вывозили по углепромышленной ветви в станицу Усть-Белокалитвинскую.
- Казаки Донской казачьей отдельной сотни были награждены Георгиевскими крестами и медалями: среди них мл. урядник Логвин Медведев (х. Рудаков), мл. урядник Ефим Фетисов, урядник Андрей Овчинников, вахмистр Филипп Черников, ст.урядник Фёдор Свинарёв, ст.урядник Иван Лукьянов, ст.урядник Фома Неграмотнов, мл. урядник Фёдор Братякин (х. Щербо-Нефедовский), мл. урядник Василий Недоедков (х. Рудаков).